# Краснопілля (Краматорський район)
Краснопі́лля (МФА: [krɐsn̪oˈpʲiʎːɐ] ( прослухати)) — село в Україні, у Святогірській міській громаді Краматорського району Донецької області. Населення становить 327 осіб.

## Географія
Село Краснопілля знаходиться за 3 км на північний захід від села Долина.

## Походження назви
Звідси починаються рівні чорноземні хороші (красні) землі (поля) на відміну від лісистих пагорбів Донецького кряжа.

## Населення

### Мова
Розподіл населення за рідною мовою за даними перепису 2001 року:
| Мова       | Кількість | Відсоток |
| ---------- | --------- | -------- |
| українська | 201       | 61.47%   |
| російська  | 125       | 38.23%   |
| білоруська | 1         | 0.30%    |
| Усього     | 327       | 100%     |

## Економіка
- Краснопільске лісництво
- Рибгосп

## Об'єкти соціальної сфери
- магазин

## Пам'ятки
- Братська могила воїнів, полеглих в роки Німецько-радянської війни.
- Іванівський (Краснопільський) дубовий ліс.